# محسن جاسم الموسوي
محسن جاسم الموسوي هو كاتب وروائي وناقد عراقي أمريكي.

## سيرة ذاتية
ولد محسن جاسم الموسوي عام 1944م بالعراق، وهو كاتب، وروائي، وباحث وناقد على المستوى الدولي، وأستاذ الأدب العربي في جامعة كلومبيا، وكان قد عمل أستاذاً من قبل في الجامعة الأمريكية في الشارقة، وفي جامعة صنعاء عام 1991م، وجامعة عمّان الأهلية عام 1991م، وجامعة تونس الأولى عام 1992م، وجامعة بغداد من عام 1988م إلى عام 1990م. كما شغل إدارة آفاق العربية والشؤون الثقافية طيلة الثمانينات في العراق. وحصل على دكتوراه تمييز عام 1978م بجامعة الهاوزي الكندية عن «ألف ليلة وليلة في نظرية الأدب الإنجليزي»، وهو رئيس رابطة نقاد الأدب في العراق من عام 1982م إلى عام 1985م، ورئيس مجلس إدارة الشؤون الثقافية لإنتاج الكتب والترجمة والمجلات الثقافية، ورئيس تحرير دورية الإستشراق من عام 1983م إلى عام 1990م، ورئيس تحرير مجلة الأدب العربي (الصادرة عن Brill بالإنجليزية) منذ سنة 2002م؛ ورئيس تحرير سلسلة المائة كتاب المترجمة الأولى والثانية في بغداد، وعضو MESA للدراسات الشرق أوسطية في Arizona، وعضو شرف اتحاد كتاب أمريكا اللاتينية، وعضو Accute أساتذة اللغة الإنجليزية الكندية. له عدة دراسات نشرت في الدوريات والمجلات المتخصصة في العديد من الأقطار العربية، وله خبرة أكثر من 20 عام في التدريس في عدد من المؤسسات التعليمية في الشرق الأوسط.

## المؤلفات
نشر 28 كتاباً باللغتين العربية والإنجليزية. له بالعربية:
- «عصر الرواية» عام 1986م.
- «الرواية العربية: النشأة والتحول» عام 1987م.
- «ثارات شهرزاد: فن السرد العربي الحديث» عام 1993م.
- «الاستشراق في الفكر العربي» عام 1997م.
- «سرديات العصر العربي الإسلامي في الوسيط» عام 1997م.
- «انفراط العقد المقدس: الرواية العربية بعد محفوظ» عام 1999م.
- «مجتمع ألف ليلة وليلة» عام 2000م.
- «النظرية والنقد الثقافي» عام 2005م.
- «الذاكرة الشعبية لمجتمعات ألف ليلة وليلة» عام 2016م.

وله بالإنجليزية:
- «شهرزاد في انكلترا» (1981م، ترجم إلى العربية).
- «الرواية العربية ما بعد الكولونيالية» عام 2003م.
- «مسارات القصيدة العربية» عام 2006م.
- «صراع الثقافة والسلطة» (2017م، ترجم إلى العربية).
- «إسلام الشارع: الدين في الأدب العربي» (2009م، ترجم بعنوان «إسلام العامة»).[4]
- «جمهورية الآداب في العصر الإسلامي الوسيط: البنية العربية للمعرفة» (2016م، ترجم إلى العربية).

## الجوائز
- جائزة العويس في النقد الأدبي سنة 2002م.
- جائزة الكويت في اللغة العربية وآدابها سنة 2018م.[3]
- جائزة الملك فيصل العالمية في اللغة العربية والأدب سنة 2022، بالاشتراك مع سوزان ستيتكيفيتش، وموضوعها «دراسات الأدب العربي باللغة الإنجليزية».[5]